# Dasythorax
Dasythorax is een geslacht van vlinders van de familie Uilen (Noctuidae), uit de onderfamilie Cuculliinae.

## Soorten
- D. anartinus Püngeler, 1901
- D. draudti Osthelder, 1933
- D. glebicolor Erschoff, 1874
- D. hirsutula Alphéraky, 1893
- D. incaica Köhler, 1952
- D. polianus Staudinger, 1889
- D. rasilis Püngeler, 1900
- D. santacrucis Köhler, 1952
- D. simplex Staudinger, 1888